# Chkalovka
Chkalovka (en arménien Չկալովկա ; jusqu'en 1946 Alexandrovka) est une communauté rurale du marz de Gegharkunik, en Arménie. Fondée en 1840, elle compte 581 habitants en 2008.